# Volitve v Evropski parlament 2014
Volitve v Evropski parlament so potekale med 22. in 25. majem 2014 v vseh državah članicah Evropske Unije. V Sloveniji so volitve potekale v nedeljo, 25. maja.
Volitve leta 2014 so prve volitve po sprejetju lizbonske pogodbe, tako da je bila prvič uporabljena nova delitev poslanskih mest. Volitve v Evropski parlament, ki je neposredno izvoljeno parlamentarno telo Evropske unije (EU), potekajo vsakih pet let. Na njih lahko volijo vsi državljani EU s splošno volilno pravico.
Na volitvah v Evropski parlament leta 2014 so v Sloveniji prejele mandate naslednje stranke: SDS tri, skupna lista NSi in SLS dva, SD, Desus in Lista Verjamem po en mandat.